# Perrine Regio
La Perrine Regio è una struttura geologica della superficie di Ganimede.